# Огиер
Огиерите са единствената измислена раса в поредицата „Колелото на Времето“, която не служи на Тъмния.
Те са едри, колкото тролоци и са покрити с козина. Много по-дълголетни са от хората-за тях един 90-годишен от тяхната раса е млад, едва ли не като тийнейджър при човеците.
Те имат огромна любов към познанието. Най-широки са познанията им в архитектурата и всички големи градове са построени от тях.
Живеят в специални места наречени стеддинг. Там цари спокойствие, създания на Сянката не могат да проникнат, а преливащите хора не могат да усещат Единствената сила. В стеддинг често навлизат хора желаещи да търгуват, дори войнственият народ на айилците. Там огиерит отглеждат своите дървета, които са им най-скъпото.
Макар в настоящето да са миролюбив народ, е известно че по време на тролокските войни огиерите са се борили редом до хората срещу създанията на Сянката. Съществува поговорката „Да ядосаш огиер е все едно да стовариш планиа“, смятана от повечето че означава че е толкова невъзможно да ядосаш огиер, но е по-вероятно в миналото да е означавало че е толкова смъртоносно, като да стовариш планина върху себе си.
Огиерите живеещи в Сеанчан, наричани Градинари са воини. Огиер прекарал много време извън стеддинг започво да страда от странно чувство наречено Копнежът. Ако той не се завърне в стеддинг дълго време, това може да причини смъртта му. Огиерите живеещи в Сеанчанската Империя не страдат, или дори не познават това чувство.
В стеддинг най-важните огиери, които може би изпълняват ролята на нещо като ръководители са стареите, които също така обучават младите.
Един огиер се жени, когато родителите му решат и за когото те решат. Мъжете огиери трябва да се подчиняват за всичко на жените си.
По време на Разрушението на света, огиерите приютили част от полуделите преливащи мъже в стеддинг. По този начин те може би предпазили света от пълно разрушение, защото мъжете не усещали Извора вътре. При напускането си за да благодарят на огиерите, те създали Пътищата- особени тунели чрез които бързо може да се пътува от една точко до друга. Ако не беше Мачин Шин- потайно никой не знае от къде появило се създание, бродещо из Пътищата и консумиращо душите на жертвите си, това щеше да е идеалният начин за транспорт. Входовете на Пътищата се наричат Портали. Огиерите могат да ги почувстват ако са близо до тях.